# Steven Elm
Steven Elm (n. 12 august 1975, Red Deer, Alberta, Canada) este un patinator de viteză ce a reprezentat Canada, medaliat olimpic. A participat la o ediție a Jocurilor Olimpice (2006) în care a câștigat o medalie de argint.

## Participări
Lista de mai jos prezintă principalele competiții la care a participat Steven Elm de-a lungul carierei.
- speed skating at the 2006 Winter Olympics – men's team pursuit[*]